# Jonas Gladnikoff
Jonas Gladnikoff (Stockholm, 11 januari 1985) is een Zweedse liedjesschrijver. Gladnikoff is voornamelijk bekend vanwege het schrijven van nummers voor het Eurovisiesongfestival. Hij studeerde zowel aan de Universiteit van Uppsala als aan de Universiteit van Stockholm, is jood en woont in zijn geboortestad Stockholm.
In 2009 was hij mede-auteur van het lied Et Cetera voor Ierland, uitgevoerd door Sinéad Mulvey & Black Daisy op het Eurovisiesongfestival 2009 in Moskou, Rusland. Ook in 2010 was hij mede-auteur voor het Ierse nummer, in dat jaar uitgevoerd door Niamh Kavanagh die 17 jaar eerder het Eurovisiesongfestival van 1993 had gewonnen in Millstreet.
Gladnikoff heeft ook bijgedragen aan de Deense nationale finale van 2009 met het nummer Someday dat hij samen schreef met enkele anderen. Het nummer werd uitgevoerd door de IJslandse zangeres Hera Björk.
Hij schreef ook nummers voor Litouwen, Albanië en Bulgarije. In 2011 zijn er bijdragen van hem in de voorronden van Malta, Ierland, Portugal en Spanje.
Gladnikoff is lid van het jazz-pop-project Technicoloured Roses.

## Bijdragen nationale voorronden Eurovisiesongfestival
- Albanië 2006: Po dhe jo door Ingrid Jushi
- Bulgarije 2007: Open your eyes door Charlene & Natasha
- Litouwen 2007: I will survive without you door Edgaras Kapocious, tiende plaats
- Denemarken 2009: Someday door Hera Björk, tweede plaats
- Ierland 2009: Et Cetera door Sinéad Mulvey & Black Daisy, eerste plaats, naar Eurovisiesongfestival 2009.
- Litouwen 2010: Tonight door Kafka & Ruta, vierde plaats
- Ierland 2010: It's for You door Niamh Kavanagh, eerste plaats, naar Eurovisiesongfestival 2010
- Malta 2011: Topsy Turvy door J. Anvil, tiende plaats
- Ierland 2011: Falling door Nikki Kavanagh, tweede plaats met 96 punten.
- Spanje 2011: Sueños rotos door Melissa, vijfde plaats
- Spanje 2011: Volver door Auryn, tweede plaats
- Portugal 2011: Tensão door Filipa Ruas, vierde plaats
- Roemenië 2012, This Must Be Love door Ana Mardare, dertiende plaats
- IJsland 2013, Meðal Andanna door Birgitta Haukdal[4]

## Andere nummers
- Bianca Pienaar - Verby met jou
- Eric Oloz - Si tu no estás
- Eric Oloz - You are the one
- Erna Hrönn - Like Pantomime
- Hera Björk - Because You Can
- Hera Björk - Mína eigin leið
- Jasmyn - 'N beter mens
- Jasmyn - Dit is vir jou
- Jasmyn - In my is somer
- Monika Hoffman - Higher Ground
- Monika Hoffman - When the World Turns
- Natasha & Charlene - Biss tifkiriet
- Natasha & Charlene - Come on
- Peter Andersen - Take My Heart
- Technicoloured Roses - Keep On Playing
- Technicoloured Roses - I Wanna Dance The Go Go
- Technicoloured Roses - Oboe
- Technicoloured Roses - Tippy Toe
- Technicoloured Roses - I Got A Beat
- Titanix - Night by the lake
- Titanix & Magnus Bäcklund - Now or never